# ヴェネラブル (空母)
ヴェネラブル (HMS Venerable, R63) はイギリス海軍が建造したコロッサス級航空母艦の8番艦。キャメル・レアード社（バーケンヘッド）にて建造された。第二次世界大戦に参加した後、1948年オランダに売却されカレル・ドールマン (Karel Doorman) と改名された。その後アルゼンチンへ売却されベインティシンコ・デ・マヨ (Veinticinco de Mayo) と改名された。

## 艦歴
就役後、太平洋艦隊の11th Aircraft Carrier Squadronに所属し第二次世界大戦に参加した。戦争終結後、イギリスへ戻る前に捕虜のカナダおよびオーストラリアへの送還に従事した。
1948年、ヴェネラブルはオランダに売却されカレル・ドールマンとなった。その後、1968年にオランダからアルゼンチンへ再売却されてベインティシンコ・デ・マヨとなり、フォークランド紛争に参加して建造国のイギリスと対戦した。1997年にアルゼンチン海軍を退役し、2000年にインドに曳航されて解体処分された。